# Гуммиарабик

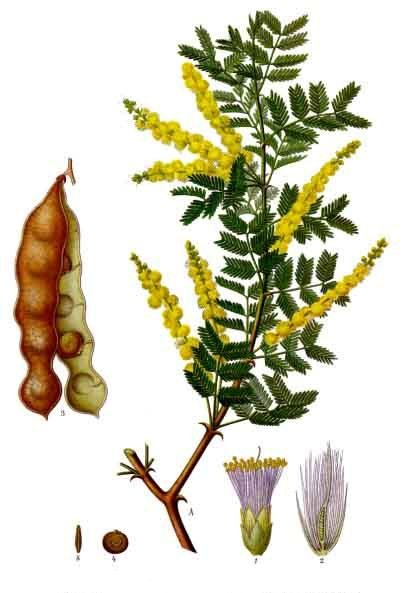
Акация сенегальская

Гуммиара́бик (лат. gummi — камедь и arabicus — аравийский, отсюда также устар. «аравийская камедь») — твёрдая прозрачная смола, состоящая из высохшего сока различных видов акаций. Первоначально гуммиарабик собирался из акации нильской (лат. Acacia nilotica), в настоящее время гуммиарабик преимущественно собирается из двух родственных видов, а именно акации сенегальской (лат. Acacia senegal) и Vachellia (Acacia) seyal. Зарегистрирован в качестве пищевой добавки E414.
В современных условиях смола собирается в коммерческих объемах  с диких деревьев в основном на территории Африки (от Сенегала до Сомали), хотя в давние времена крупным источником гуммиарабика была Западная Азия (включая Аравию). Около 80 % мирового производства приходится на Судан.

## Свойства

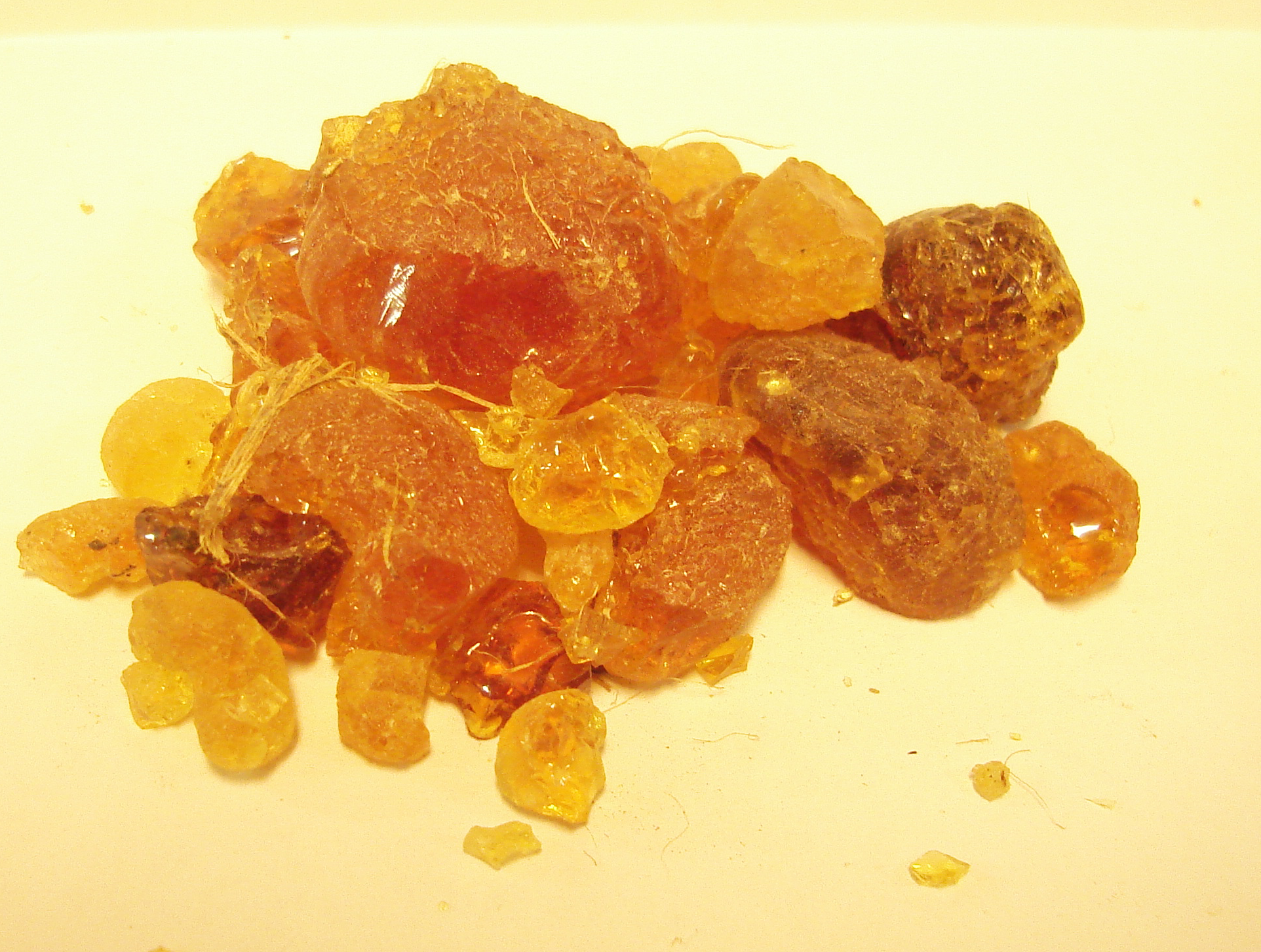
Смола сенегальской акации

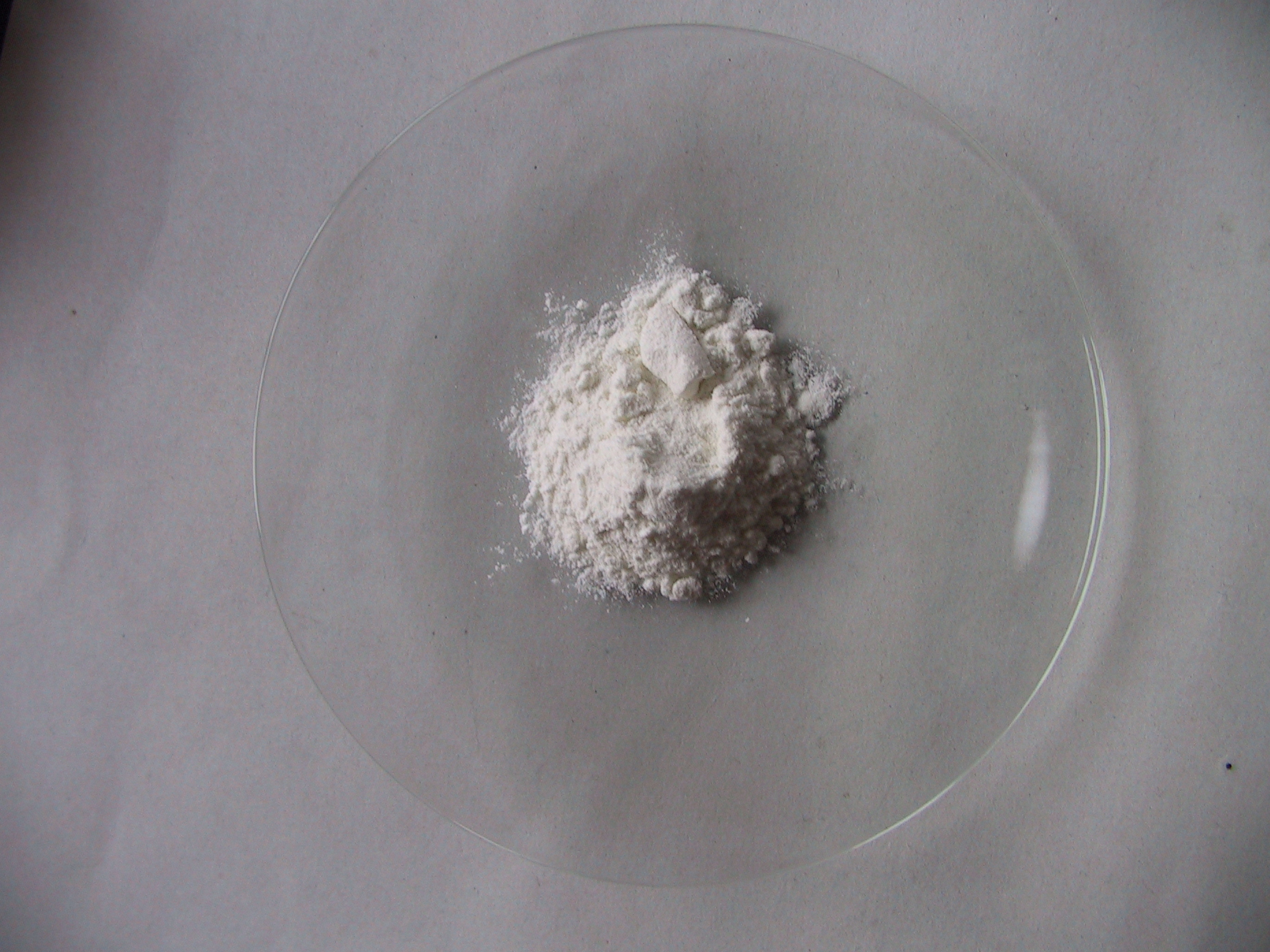
Гуммиарабик в порошкообразном виде

Вязкая жидкость, затвердевающая на воздухе. Гуммиарабик хорошо растворяется в тёплой воде (в холодной намного хуже) с образованием клейкого слабокислого раствора.
Гуммиарабик состоит в основном из арабина (смесь калиевых, кальциевых и магниевых солей арабиновой кислоты), который при кислотном гидролизе расщепляется на арабинозу, галактозу, рамнозу и глюкуроновую кислоту. Арабин может медленно, но полностью растворяться в двойном количестве холодной воды, образуя слегка желтоватую, прозрачную, густую, клейкую жидкость.

## Влияние на здоровье
По данным FDA, гуммиарабик считается «общепризнанным безопасным» (GRAS) в качестве пищевой добавки в США. Гуммиарабик не разлагается в кишечнике, а ферментируется в толстой кишке под действием микроорганизмов; это пребиотик. Не было установлено никакого нормативного или научного консенсуса относительно его калорийности; для крыс был установлен верхний предел в 2 ккал/г, но это значение не относится к людям. Первоначально в США для маркировки продуктов питания было установлено значение 4 ккал/г, но в Европе для растворимой пищевой клетчатки значения не присваивалось. Обзор 1998 г. пришёл к выводу, что «на основе современных научных знаний в целях регулирования может использоваться только произвольное значение». В 2008 году Министерство сельского хозяйства США направило письмо об отсутствии возражений в ответ на заявку на снижение номинальной калорийности гуммиарабика до 1,7 ккал/г.
Гуммиарабик является богатым источником пищевых волокон и в дополнение к его широкому использованию в пищевой и фармацевтической промышленности в качестве безопасного загустителя, эмульгатора и стабилизатора, он также обладает широким спектром преимуществ для здоровья, которые были доказаны несколькими исследованиями in vitro и in vivo. Гуммиарабик не разлагается в желудке, а ферментируется в толстом кишечнике в ряд короткоцепочечных жирных кислот. Он считается пребиотиком, который усиливает рост и размножение полезной кишечной микробиоты, и поэтому его потребление связано со многими полезными эффектами для здоровья. Эти преимущества для здоровья включают:
- Улучшение всасывания кальция из желудочно-кишечного тракта
- Снижение индекса массы тела и процента жира в организме
- Гиполипидемический потенциал (гуммиарабик снижает уровень общего холестерина, ЛПНП и триглицеридов)
- Антиоксидантная активность
- Поддержка почек и печени
- Иммунная функция через модулирование высвобождения некоторых медиаторов воспаления
- Пребиотик, улучшающий барьерную функцию кишечника, предотвращающий рак толстой кишки и облегчающий симптомы заболеваний раздражённого кишечника
- У крыс наблюдается защитное действие на кишечник против неблагоприятного действия НПВП-препарата мелоксикам

## Применение
Гуммиарабик ранее широко применяли во многих отраслях промышленности как клеящее вещество; с развитием производства полимеров он всё больше утрачивает своё значение. Входит в состав некоторых безалкогольных напитков в качестве эмульгатора, например, диетической «Кока-колы».

### Пища
В кулинарии гуммиарабик позволяет повысить стойкость эмульсий, уменьшить образование комков и пены, предотвратить засахаривание, не сильно меняя вкус продукта. Эти свойства полезны в кондитерской и хлебобулочной промышленности (печенья, пастилы, начинки для конфет, глазурей и т. д.), в молочной (йогурты, кремы, сливки, мороженое и т. д.), при производстве напитков (в том числе газированных и алкогольных; популярен гумми-сироп на его основе) и т. п. Регулирует точку замерзания, удерживает влагу.

### Живопись
Гуммиарабик используется столетиями в качестве связующего клеевых красок — акварельной живописи, потому что он легко растворяется в воде. Одна часть порошка гуммиарабика растворяется в четырех частях дистиллированной воды для получения клеевого раствора, необходимого для смешивания с пигментами.
Пигмент любого цвета находится в камеди в виде тонкой суспензии, в результате чего образуется акварельная краска. Вода действует как носитель или разбавитель для тонких слоев акварельной краски и помогает переносить краску на бумагу.
Добавление небольшого количества гуммиарабика в воду, которой разбавляют готовую акварельную краску, уменьшает впитывание краски в бумагу и тем самым уменьшает высветление акварельной живописи при высыхании.
Некоторые виды гуаши содержат гуммиарабик.
Акварельные и гуашевые краски общего назначения производят на более дешевом связующем — декстрине и т. п.
В отличие от декстрина, растворы натурального гуммиарабика не окрашиваются йодом в фиолетовый цвет.

### Керамика
Гуммиарабик длительно применялся в качестве добавок к керамической глазури. Он действует как связующее вещество, помогая глазури прилипать к глине до ее обжига. В качестве вторичного эффекта он также увеличивает текучесть смеси глазури.
Гуммиарабик обычно растворяют в горячей воде (обычно 10-25 г/л), а затем добавляют к раствору глазури, после чего его концентрация становится от 0,02 % до 3 % к сухой массе глазури.
При обжиге смола сгорает при низкой температуре, не оставляя следов в глазури. В настоящее время, особенно в промышленном производстве, гуммиарабик часто заменяют альтернативными веществами, например карбоксиметилцеллюлозой (Na-КМЦ).

### Печатная графика
Гуммиарабик также используется для травления и защиты изображения в литографических процессах на печатных формах, как на традиционных литографских камнях, так и на алюминиевых пластинах. В литографиичистый раствор (без добавления кислоты) гуммиарабика может использоваться для травления очень легких тонов, например, сделанных твердым литографским карандашом. Фосфорную или азотную кислоты добавляют в различных концентрациях (1-5 %) к гуммиарабику, чтобы качественнее протравить темные тона изображения. Процесс травления создает на печатной форме слой адсорбированной смолы, который удерживает воду, гарантируя, что печатная краска на основе олифы не прилипнут к этим областям.
В XX веке в промышленной литографии гуммиарабик (зачастую импортируемый издалека, а потому дорогой) был заменён декстрином, получаемым из крахмала.